# Prays endolemma
Prays endolemma là một loài bướm đêm thuộc họ Yponomeutidae.